# أندريه كوبياك
أندريه كوبياك (بالبولندية: Andrzej Kubiak)‏ هو مصارع رياضي بولندي، ولد في 4 فبراير 1961 في وودج في بولندا.

## وصلات خارجية
- أندريه كوبياك على موقع أوليمبيديا (الإنجليزية)
- أندريه كوبياك على موقع اللجنة الأولمبية البولندية (مؤرشف) (البولندية)